# Klein Hindenburg
Klein Hindenburg ist ein Ortsteil der Gemeinde Hohenberg-Krusemark im Landkreis Stendal, Sachsen-Anhalt.

## Geografie
Die Siedlung Klein Hindenburg liegt 1½ Kilometer nordöstlich von Hindenburg und 13 Kilometer ostsüdöstlich von Osterburg (Altmark) am Seegraben Iden in der Altmark.
Nachbarorte sind Iden im Nordwesten, Busch im Norden, Küsel im Südosten und Hindenburg im Südwesten.

## Geschichte
Die erste Erwähnung des Ortes als Klein-Hindenburg stammt aus dem Jahre 1847. Im Amtsblatt wurde Ackermann Prigge aus Klein Hindenburg erwähnt, der ab Oktober 1847 als Schiedsmann erwählt worden war.
Das heutige Klein Hindenburg, auch Kleinhindenburg geschrieben, ist könnte identisch sein mit dem schon 1842 genannten Freisassenhof Alt-Hindenburg. Weitere Nennungen sind 1871 Ackerhof Althindenburg mit 10 Einwohnern, 1885, 1895 Klein-Hindenburg, ab 1905 nur noch Klein Hindenburg.
Bereits 1986 wurde Klein Hindenburg als Ortsteil geführt, Einwohnerzahlen wurden und werden von der Gemeinde jedoch nicht erfasst, da der Ort sehr klein ist.

### Eingemeindungen
Klein Hindenburg war bis zum Ende des Jahres 2008 ein Ortsteil von Hindenburg. Am 31. Dezember 2008 wurde die Gemeinde Hindenburg in die Gemeinde Hohenberg-Krusemark eingemeindet. Somit wurden Klein Hindenburg und Hindenburg beide Ortsteile von Hohenberg-Krusemark.

### Einwohnerentwicklung
| Jahr | Einwohner |
| ---- | --------- |
| 1885 | 11        |
| 1895 | 12        |
| 1905 | 75        |

## Wirtschaft und Infrastruktur
Das Landesamt für Geologie und Bergwesen Sachsen-Anhalt führt im Rohstoffbericht 2005 eine Gewinnungsstelle Kiessand Klein Hindenburg auf.